# 偽れる盛装
『偽れる盛装』（いつわれるせいそう）は、1951年（昭和26年）1月13日公開の日本映画である。大映製作・配給。監督は吉村公三郎、脚本は新藤兼人、主演は京マチ子。モノクロ、スタンダード、102分。
松竹を辞めて近代映画協会を設立した吉村と新藤が大映で製作した作品で、新藤の師である溝口健二の戦前期の代表作『祇園の姉妹』のオマージュとして脚本を執筆した。第25回キネマ旬報ベスト・テン第3位。1964年（昭和39年）に『肉体の盛装』の題名でリメイクされた。

## スタッフ
- 監督：吉村公三郎（近代映画協会）
- 製作：亀田耕司
- 脚本：新藤兼人（近代映画協会）
- 撮影：中井朝一
- 音楽：伊福部昭
- 美術：水谷浩
- 振付：楳茂都陸平
- 主題歌
  - 「祇園ブギ」（吉村公三郎作詞、原六朗作曲、池真理子歌）
  - 「加茂川夜曲」（吉村公三郎作詞、原六朗作曲、久保幸江歌）

## キャスト
- 君蝶：京マチ子
- 妙子：藤田泰子（松竹）
- 千代：村田知英子（松竹）
- きく：滝花久子
- 福彌：柳恵美子
- 友香：橘公子
- 孝次：小林桂樹
- 渡邊：河津清三郎
- 山下：菅井一郎
- 伊勢浜：進藤英太郎
- 笠間：殿山泰司
- 藤尾：三好栄子
- せつ：藤代鮎子
- とんぼ：牧千草
- おとき：常盤操子
- 北川博士：南部章三
- あんま：石原須磨男
- 伊達三郎
- 小松みどり
- 小林叶江
- 堀北幸夫

## 製作
本作はもともと『肉体の盛装』の題名で、吉村公三郎と新藤兼人が松竹に在籍していた時に企画された。2人は宮川町の花街で入念な聞き取り調査を行って構想を練り、1948年（昭和23年）11月にシナリオが完成した。当時、吉村と新藤はコンビで『安城家の舞踏会』『わが生涯のかがやける日』などの作品を作っていたが、1949年（昭和24年）に『森の石松』『真昼の円舞曲』『春雪』が興行的に失敗したため、次回作として用意していた『肉体の盛装』の製作を拒否され、会社から2人のコンビ解消を迫られた。そのため2人は1950年（昭和25年）3月に松竹を退社し、同月中に絲屋寿雄、殿山泰司、山田典吾と近代映画協会を設立した。
『肉体の盛装』は、近代映画協会の第1回作品として大映に企画を持ち込み、製作担当重役の川口松太郎に監督込みでシナリオを売り込むが、川口に「駄目だね。今時芸者ものなんてはやらんよ」と、にべもない返事で断られてしまった。続いて第三次東宝争議が終結したばかりの東宝と提携して製作し、山田五十鈴（君蝶役）、藤田泰子（妙子役）、志村喬（伊勢浜役）、森雅之（孝次役）の配役で、砧撮影所にセットを2杯作り、京都でロケを行うが、撮影の途中で労組員の大量解雇が発生し、ストライキのためスタッフの大半が京都から引き揚げてしまったため、製作は中止となった。次に企画は東横映画に持ち込むが、マキノ光雄の「うちのカラーには合わない」という意見で日の目を見なかった。
時期を同じくして、大映では黒澤明監督の『羅生門』の撮影が遅々として進まず、プログラムの穴埋めのために作品を撮ってほしいと近代映画協会に依頼した。吉村と新藤は『肉体の盛装』の映画化と、松竹時代から新藤の初監督作品として熱望していた『愛妻物語』の企画を実現することを交換条件として承諾し、穴埋め用の『戦火の果て』（新藤のシナリオ『黒い花』の映画化）をワンセットと1か月の撮影期間で製作した後、松山英夫企画部長の手を介して、川口の渡米中を狙って本作の撮影が行われた。
『肉体の盛装』は『偽れる盛装』に改題され、主演者も山田五十鈴から京マチ子に変更し、9月から10月ごろに撮影が行われた。そして本作は翌1951年（昭和26年）1月13日に大映の正月映画第2弾として封切られた。作品は興行的にも批評的にも成功し、これを契機に大映は近代映画協会と製作に関する提携契約を結んだ。

## 受賞歴
- 第5回毎日映画コンクール 監督賞、脚本賞、美術賞、女優演技賞（京マチ子）
- 第1回ブルーリボン賞 撮影賞
- 第4回日本映画技術賞（水谷浩）[15]
- 第25回キネマ旬報ベスト・テン 第3位

## リメイク
『肉体の盛装』（にくたいのせいそう）は、1964年（昭和39年）11月21日公開の日本映画である。監督は村山新治、主演は佐久間良子。カラー、シネマスコープ、87分。

### スタッフ
- 監督：村山新治
- 原作・脚本：新藤兼人
- 企画：吉野誠一、矢部恒
- 撮影：坪井誠
- 音楽：池野成
- 美術：進藤誠吾

### キャスト
- 君蝶：佐久間良子
- 孝次：江原真二郎
- 妙子：藤純子
- きく：丹阿弥谷津子
- 福弥：岩本多代
- とんぼ：新井茂子
- 千代：楠田薫
- 伊勢浜：山茶花究
- おとき：赤木春恵
- 友香：岩崎加根子
- 渡辺秀雄：新井和夫
- 藤尾：村瀬幸子
- 山下：西村晃
- 笠間：南都雄二
- 福寿楼の仲居：谷本小夜子
- 仲居：山本緑

## テレビドラマ化
1962年（昭和37年）3月13日、フジテレビの『シャープ火曜劇場』枠（20:00-21:00）にて放送された。
キャスト
- 君蝶：朝丘雪路
- 妙子：青江奈美
- きく：水戸光子
- 伊勢浜：笠間雪雄
- 菊亭千代：一の宮あつ子
- 孝次：鶴見丈二
- 若宮忠三郎
- 増田順司
- 深見泰三
- 長谷百合

| フジテレビ シャープ火曜劇場 | フジテレビ シャープ火曜劇場 | フジテレビ シャープ火曜劇場 |
| 前番組                      | 番組名                      | 次番組                      |
| --------------------------- | --------------------------- | --------------------------- |
| 安城家の舞踏会              | 偽れる盛装                  | みどりの歌                  |